# 弗賴海特山
47°15′09″N 9°24′01″E / 47.25241°N 9.40017°E

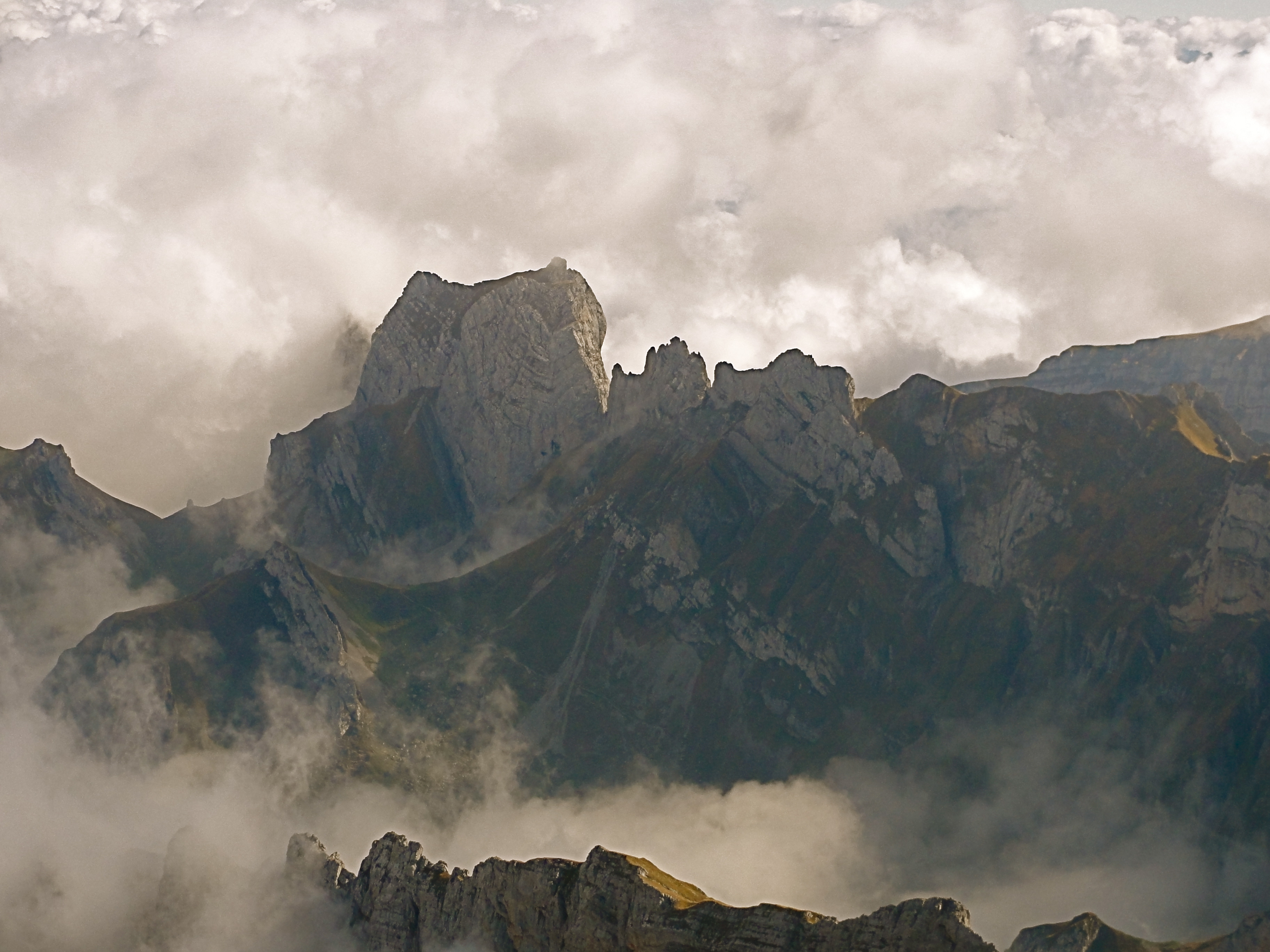

弗賴海特山（德語：Freiheit），是瑞士的山峰，位於該國東北部，由內阿彭策爾州負責管轄，屬於阿彭策爾阿爾卑斯山脈的一部分，海拔高度2,140米，人類在1884年9月21日首次登頂。